# Bò Aure et Saint-Girons
Bò Aure et Saint-Girons hoặc Bò Casta là một giống bò có nguy cơ tuyệt chủng có nguồn gốc từ Pháp. Tên giống bò này có nguồn gốc từ hai khu vực chính chăn nuôi phổ biến giống bò này là Vallée d'Aure trong tỉnh Hautes-Pyrénées, và khu vực Saint-Girons và Couserans trong Ariège. Tên "Casta" xuất phát từ màu hạt dẻ của nó.

## Số lượng
Giữa năm 1930 và 1958, dân số của Casta giảm từ khoảng 30 000 xuống dưới 9 000 con. Trong những năm sau Chiến tranh thế giới thứ hai, con số vẫn tiếp tục giảm, và đến năm 1983 chỉ có 76 con bò trong 12 trang trại có thể được tìm thấy. Giống ngựa này được FAO liệt kê là "có nguy cơ tuyệt chủng" vào năm 2007.:41 Vào năm 2005, dân số được ước tính là 427 con, vào năm 2014 giảm xuống còn 320 con.

## Đặc điểm
Casta thường có màu xám, nhưng cũng có thể có màu nâu hạt dẻ. Da và màng nhầy màu nhợt nhạt. Những chiếc sừng có hình dạng đàn lia. Bò đực nặng khoảng 900 kg và bò cái nặng khoảng 600 kg. Bò có chiều cao khoảng 135 cm ở các vai.

## Sử dụng
Bò Casta ban đầu là một giống ba mục đích, giữ cho thịt, sữa, và cho công việc đồng áng. Giống bò này bây giờ được nuôi chủ yếu với mục đích sản sinh thịt. Sữa có hàm lượng chất béo cao, và được sử dụng trong sản xuất pho mát Bethmale (fr).